# Онцифор Лукинич
Онцифо́р Луки́нич (Анцифер Лукич) — боярин Новгородской республики из рода Мишиничей, древнерусский политический деятель, впервые упомянут в летописи под 1342 годом. 
Его усадьба в Новгороде была на Козмодемьянской улице Неревского конца. Воспользовался для своего возвышения антибоярскими выступлениями «чёрных людей». Руководил городским восстанием в 1342 году, за что был изгнан из Новгорода, но вскоре вернулся. 
В 1348 году возглавлял новгородскую рать, одержавшую победу над войском шведского короля Магнуса Эриксона, захватившего Орешек и насильно крестившего в католическую веру захваченных там русских и ижорян.
C 1350 по 1354 год был посадником. В 1354 году провёл реформу, учредив в Новгороде должности 6 пожизненных посадников («старые» посадники) от разных концов города, из среды которых ежегодно избирался степенный посадник, сам же он отказался быть степенным посадником. Умер в 1367 году.
При проведении археологических раскопок с 1951 года по 1962 год на Неревском конце была обнаружена его усадьба.
На территории усадьбы было обнаружено большое количество берестяных грамот, в том числе и написанных лично Онцифором Лукиничем его матери:
Челобитье госпоже матери от Онсифора. Вели Нестеру собрать рубль да идти к Юрию-складнику. Проси его (Юрия), чтобы купил коня. Да иди с Обросием к Степану, взявши (мою) долю. Если он (Степан согласится) взять рубль (за коня), купи и другого коня. Да проси у Юрия полтину и купи с Обросием соли. А если мешков и денег он не добудет до поездки, то пошли их сюда с Нестером. Да (ещё) пошли два тагана, коракулю, клейма, полсти, веретища, мешки и медвежью шкуру. Вели попросить у Максима-ключника пшёнки, и деду поклонись, чтобы ехал в Юрьев монастырь попросить пшенки; а здесь (её достать) нечего и надеяться
и вторая грамота:
Поклон госпоже матери. Я послал тебе с посадничьим Мануйлом 20 бел. А ты, Нестер, про шишак пришли мне грамоту, с кем (его) пошлёшь. А приехавши в Торжок, коней корми хорошим сеном. К житнице свой замок приложи. А когда молотят, стой на гумне. А коней пусть кормят овсом при тебе, да в меру. А в клеть ржи (свези да её) перемерь и овёс тоже. И сообщай, кому надобна рожь или овёс ...?
Есть послания адресованные и ему:
Поклон от Ондрика Онцифору. Ты даёшь распоряжение о рыбах. Смерды же не платят мне без развёрстки, а ты не послал человека с грамотой. А что касается твоего старого недобора, пришли жеребьи (запись о распределении долей)
о его рабыне и холопе:
Поклон от Онуфрия к посаднику Онсифору. (Объяви) Семену, господин Онсифор. Мои люди Неверовичи, твои раба и холоп, у меня ...?
Его сын Юрий (ум. 1417) был новгородским посадником.